# Nati nel 1538
| Questa pagina contiene informazioni ricavate automaticamente dalle voci biografiche con l'ausilio del template Bio e di un bot. L'aggiornamento è periodico e automatico e ricostruisce completamente la pagina. Se manca una persona in questa lista, sei pregato di non aggiungerla, ma accertati piuttosto che la sua voce biografica contenga il template Bio e che i dati anagrafici siano correttamente compilati. Se il template Bio manca, inseriscilo tu stesso o, in alternativa, metti l'avviso {{tmp\|Bio}} che ne segnala la mancanza. Se i dati riportati sono sbagliati, correggi direttamente la voce biografica; le modifiche saranno visibili in questa lista entro pochi giorni. Per chiarimenti vedi il progetto biografie. La lista contiene solo le 72 persone che sono citate nell'enciclopedia e per le quali è stato implementato correttamente il template Bio. Pagina aggiornata al 18 giu 2025. |

## Gennaio(5)
- 5 gennaio - Gaspare Visconti, arcivescovo cattolico italiano († 1595)
- 6 gennaio - Jane Dormer, nobildonna inglese († 1612)
- 10 gennaio - Luigi di Nassau, generale olandese († 1574)
- 15 gennaio - Maeda Toshiie, militare giapponese († 1599)
- 20 gennaio - Stefano Felis, compositore italiano († 1603)

## Febbraio(1)
- 8 febbraio - Alessandro Magno, viaggiatore italiano († 1576)

## Marzo(2)
- 25 marzo - Antonio Carafa, cardinale e bibliotecario italiano († 1591)
- 25 marzo - Cristoforo Clavio, gesuita, matematico e astronomo tedesco († 1612)

## Aprile(3)
- 13 aprile - Girolamo Lippomano, ambasciatore italiano († 1591)
- 24 aprile - Guglielmo Gonzaga, duca italiano († 1587)
- 26 aprile - Giovanni Paolo Lomazzo, pittore italiano († 1592)

## Luglio(2)
- 8 luglio - Alberto Bolognetti, cardinale e vescovo cattolico italiano († 1585)
- 25 luglio - Diana di Francia, nobildonna francese († 1619)

## Agosto(4)
- 2 agosto - Serafino Olivier-Razali, cardinale e patriarca cattolico francese († 1609)
- 9 agosto - Lorenzo Priuli, politico, cardinale e patriarca cattolico italiano († 1600)
- 12 agosto - Maria d'Aviz, nobile portoghese († 1577)
- 28 agosto - Jerónimo Román de la Higuera, gesuita e storico spagnolo († 1611)

## Settembre(1)
- 29 settembre - Giovanni II della Frisia orientale, conte († 1591)

## Ottobre(4)
- 2 ottobre - Carlo Borromeo, cardinale e arcivescovo cattolico italiano († 1584)
- 17 ottobre - Irene di Spilimbergo, pittrice e poetessa italiana († 1559)
- 30 ottobre - Cesare Baronio, storico, religioso e cardinale italiano († 1607)
- 30 ottobre - Fabrizio Gesualdo, nobile, compositore e mecenate italiano († 1591)

## Novembre(1)
- 16 novembre - Turibio de Mogrovejo, arcivescovo cattolico spagnolo († 1606)

## Dicembre(4)
- 6 dicembre - Francesco Gonzaga, cardinale e arcivescovo cattolico italiano († 1566)
- 10 dicembre - Battista Guarini, drammaturgo, scrittore e poeta italiano († 1612)
- 23 dicembre - Natale Bonifacio, intagliatore e incisore dalmata († 1592)
- 25 dicembre - Luigi d'Este, cardinale italiano († 1586)

## Senza giorno specificato(45)
- Antonio Abondio, numismatico italiano († 1591)
- Pedro de Aguado, francescano spagnolo († 1609)
- Fabio Albergati, giurista italiano († 1606)
- Giulia Ammannati, italiana († 1620)
- Angelo Michele Sacchi, anatomista italiano († 1611)
- Ashikaga Yoshihide, militare giapponese († 1568)
- Baltasar Barreira, gesuita portoghese († 1612)
- Richard Bristow, teologo britannico († 1581)
- Bernardino Brugnoli, architetto italiano († 1583)
- Benedetto Caliari, pittore italiano († 1598)
- Pablo de Céspedes, teologo e pittore spagnolo († 1608)
- Chōsokabe Motochika, militare giapponese († 1599)
- Francesco Curia, pittore italiano († 1608)
- Magdalen Dacre, nobildonna inglese († 1608)
- Giovanni De Rosis, architetto e gesuita italiano († 1610)
- Achille Gagliardi, filosofo, gesuita e teologo italiano († 1607)
- Giovanni Paolo Gallucci, astronomo, cosmografo e traduttore italiano († 1621)
- Renato Gentili, scrittore e grammatico italiano († 1599)
- Giovanni Agostino Giustiniani Campi, doge († 1613)
- Luigi Gonzaga, nobile italiano († 1570)
- Wawrzyniec Grzymała Goślicki, vescovo cattolico, filosofo e nobile polacco († 1607)
- Erasmus Habermel, incisore tedesco († 1606)
- Honda Masanobu, militare giapponese († 1617)
- Hōjō Ujimasa, militare giapponese († 1590)
- Giulio Iasolino, anatomista e idrologo italiano († 1622)
- Imagawa Ujizane, militare giapponese († 1615)
- Sebastijan Krelj, scrittore, linguista e teologo sloveno († 1567)
- Giovanni Battista Laderchi, avvocato italiano († 1618)
- Filips van Marnix, scrittore e politico fiammingo († 1598)
- Matsukura Shigenobu, militare giapponese († 1593)
- Bernardino Nigro, pittore italiano († 1590)
- Jens Nilssøn, teologo e vescovo luterano norvegese († 1600)
- Tullio Petrozzani, politico e religioso italiano († 1609)
- Mariano Pierbenedetti, cardinale e vescovo cattolico italiano († 1611)
- Scipione Porzio, filosofo, medico e scrittore italiano († 1624)
- Diego Romano y Gobea, vescovo cattolico spagnolo († 1606)
- Reichard Streun von Schwarzenau, nobile, politico e storico austriaco († 1600)
- Anna Seymour, nobile e scrittrice inglese († 1588)
- Shibata Naganori, militare giapponese († 1580)
- Shinjō Naoyori, militare giapponese († 1613)
- Pierre Simons, vescovo cattolico belga († 1605)
- Marcello Squarcialupi, medico italiano († 1592)
- Flaminio Vacca, scultore italiano († 1605)
- María de los Cobos Sarmiento de Mendoza, nobildonna spagnola († 1578)
- Mathias de l'Obel, botanico fiammingo († 1616)